# Blutjunge Biester … zu allem bereit
Blutjunge Biester … zu allem bereit (Alternativtitel: Prall und drall in Oberbayern, Emmanuelles Töchter) ist eine deutsche Softcore-Filmkomödie von Wolfgang G. Kruse aus dem Jahr 1984.

## Handlung
Der Filmemacher Anton reist nach München, wo er zusammen mit seinem Freund Fietje einen Film über den weiblichen Busen namens „Der Busen-Strip“ drehen will. Nach Besichtigung der dortigen FKK-Szene an der Isar besucht Anton das Oktoberfest, um nach geeigneten Darstellerinnen zu suchen. Er findet die „Superbusen“-Besitzerin Carmen, der er auch gleich nachstellt, woraufhin er allerdings Ärger mit ihren Freundinnen bekommt.

## DVD-Veröffentlichung
- Blutjunge Biester... zu allem bereit erschien am 9. November 2006 unter dem Titel Prall und drall in Oberbayern[2] auf DVD.[3]